# Innocon
Innocon (Innovative Controllers Ltd.) — израильская компания, специализирующаяся в разработке и производстве тактических беспилотных систем (БПЛА).
Создана в 2001 году, штаб-квартира компании находится в г. Холоне (Центральный округ Израиля)

## Продукция
- Micro Falcon [3][4][5][6][7]
- MiniFalcon I, MiniFalcon II [8][9][10][11]
- Spider [12][13][14]
- «ASIS» — система, позволяющая использовать возможности БПЛА для пилотируемых летательных аппаратов [15]
- Falcon Eye — БПЛА-версия пилотируемых летательных аппаратов[16][17]
- Naviator™ GCS — модульная станция управления БПЛА, устанавливаемая на наземных транспортных средствах[18]